# Salvatore Pelle
Salvatore Pelle, detto Sarvu Gambazza (San Luca, 4 dicembre 1957), è un mafioso italiano della 'ndrangheta  è stato capo della cosca Pelle di San Luca facente parte della locale Pelle-Nirta-Romeo.
È figlio di Antonio Pelle, detto Ntoni Gambazza.
Giovanni Leone fu il suo avvocato quando ancora minorenne commise i suoi primi reati.
Salvatore Pelle è sposato con due figli.
Gestiva il traffico di stupefacenti a livello internazionale. I suoi fornitori erano principalmente turchi e colombiani.
Si dà alla latitanza dal 1991, e viene inserito dal Ministero dell'Interno fra i 30 latitanti più pericolosi.

## L'arresto
Viene arrestato a Reggio Calabria l'11 marzo 2007. Per spostarsi durante la latitanza utilizzava solo treni e autobus, era anche sprovvisto di telefonino. 
Verrà condannato a 11 anni di carcere.